# Łodzier Togblat
Łodzier Togblat – łódzka gazeta w języku jidysz, pod redakcją naczelną Izraela Kahana.
Ukazywała się w latach 1908–1915 (zawieszony), (przywrócony) 1917–1939.
Wydające gazetę Wydawnictwo „ELITE” miało swoją siedzibę przy ul. Piotrkowskiej 16.